# ماساهيكو مورينو
ماساهيكو مورينو (باليابانية: 森野将彦؛ بالكانا: もりの まさひこ) هو لاعب كرة قاعدة ياباني، ولد في 28 يوليو 1978 في يوكوهاما في اليابان.

## وصلات خارجية
- ماساهيكو مورينو على موقع الدوري الياباني لكرة القاعدة (الإنجليزية)
- ماساهيكو مورينو على موقعبيزبول رفرنس.كوم (الدوري الثانوي) (الإنجليزية)
- ماساهيكو مورينو على موقع اللجنة الأولمبية الدولية (الإنجليزية)
- ماساهيكو مورينو على موقع أوليمبيديا (الإنجليزية)